# Courances
Courances – miejscowość i gmina we Francji, w regionie Île-de-France, w departamencie Essonne.
Według danych na rok 1990 gminę zamieszkiwały 354 osoby, a gęstość zaludnienia wynosiła 43 osób/km² (wśród 1287 gmin regionu Île-de-France Courances plasuje się na 892. miejscu pod względem liczby ludności, natomiast pod względem powierzchni na miejscu 471.).